# Boston Celtics 2000-2001
La stagione 2000-01 dei Boston Celtics fu la 55ª nella NBA per la franchigia.
I Boston Celtics arrivarono quinti nella Atlantic Division della Eastern Conference con un record di 36-46, non qualificandosi per i play-off.

## Roster
| N° | Naz.                   | Ruolo | Sportivo          | Anno | Alt. | Peso |
| -- | ---------------------- | ----- | ----------------- | ---- | ---- | ---- |
| 0  | Stati Uniti (bandiera) | A     | Walter McCarty    | 1974 | 208  | 104  |
| 4  | Stati Uniti (bandiera) | AC    | Tony Battie       | 1976 | 211  | 104  |
| 5  | Francia (bandiera)     | A     | Jérôme Moïso      | 1978 | 208  | 107  |
| 7  | Stati Uniti (bandiera) | G     | Kenny Anderson    | 1970 | 183  | 76   |
| 8  | Stati Uniti (bandiera) | A     | Antoine Walker    | 1976 | 203  | 102  |
| 9  | Stati Uniti (bandiera) | G     | Doug Overton      | 1969 | 191  | 86   |
| 9  | Belize (bandiera)      | G     | Milt Palacio      | 1978 | 191  | 88   |
| 11 | Stati Uniti (bandiera) | G     | Randy Brown       | 1968 | 188  | 86   |
| 12 | Stati Uniti (bandiera) | G     | Chris Herren      | 1975 | 188  | 89   |
| 20 | Stati Uniti (bandiera) | G     | Bryant Stith      | 1970 | 196  | 94   |
| 30 | Stati Uniti (bandiera) | C     | Mark Blount       | 1975 | 213  | 104  |
| 34 | Stati Uniti (bandiera) | A     | Paul Pierce       | 1977 | 198  | 104  |
| 40 | Stati Uniti (bandiera) | G     | Rick Brunson      | 1972 | 193  | 86   |
| 43 | Stati Uniti (bandiera) | G     | Chris Carr        | 1974 | 196  | 94   |
| 44 | Stati Uniti (bandiera) | GA    | Adrian Griffin    | 1974 | 196  | 98   |
| 52 | Ucraina (bandiera)     | C     | Vitalij Potapenko | 1975 | 208  | 127  |
| 55 | Stati Uniti (bandiera) | A     | Eric Williams     | 1972 | 203  | 100  |

## Staff tecnico
- Allenatori: Rick Pitino (12-22) (fino all'8 gennaio)[1], Jim O'Brien (24-24)
- Vice-allenatori: Jim O'Brien, Lester Conner, John Carroll (fino all'8 gennaio), Kevin Willard, Mark Starns
- Preparatore atletico: Ed Lacerte